# Chōsei (Bildhauer)
Chōsei (japanisch 長勢, auch 長成 geschrieben; geboren 1010 in Japan; gestorben 21. Dezember 1091 daselbst) war ein japanischer Schöpfer buddhistischer Skulpturen in der Heian-Zeit.

## Leben und Wirken

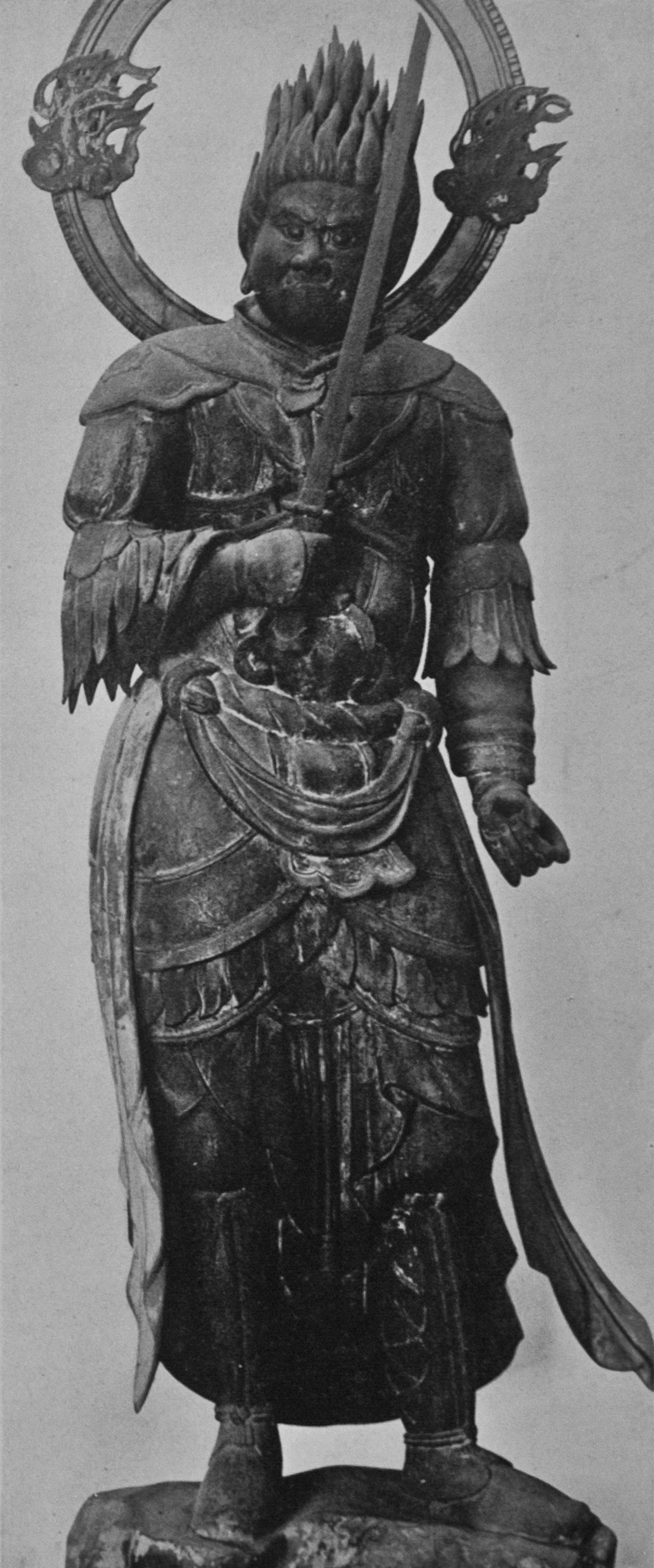
Einer der „Zwölf Generäle“ im Kōryū-ji

Chōsei gilt als bedeutender Schüler von Jōchō (gestorben 1057) und war Vater von Ensei (円勢; gestorben 1135). Zusammen mit Jōchōs ältestem Sohn Kakusuke (覚助), gestorben 1077, war er nach Jōchōs Tod eine zentrale Figur in der Welt der Schaffung von Skulpturen. Später eröffnete er in Kyōto die Werkstatt „Sanjo Bussho“ (三条仏所) und wurde Vater der „En-Shule“.
Mit der Teilnahme am Restaurierungsprojekt des Tempels Hōjō-ji (法成寺), der 1058 niedergebrannt war, begann sein Erfolg. 1065 erhielt er für seine Buddha-Schöpfung den buddhistischen Ehrentitel „Hōkyō“ (法橋). 1070 schuf er die Statuen von Biroshana Buddha (毘盧舎那仏) und Yakushi Nyorai (薬師如来) in der Haupthalle des Enshū-ji (円宗寺) in Kyōto sowie die sechs Statuen von Ichiji Kanawa (一字金輪): Bonten (梵天), Taishakuten (帝釈天) und den Vier Tennō (四天王), womit ihm der höhere Ehrentitel „Hōgan“ (法眼) verliehen wurde. Danach arbeitete er weiter an der Schaffung von Buddha-Statuen für große Tempel und für Hofadlige, darunter die buddhistischen Statuen in der neunstöckigen Pagode des Hosho-ji und die Joroku-Amida-Statue (丈六阿弥陀像) im Tempel Jōgyō-dō (常行堂). 1098 wurde ihm für seine Arbeit bei der Schaffung von Statuen für die Hoshoji-Tempelhalle und für die Amida-Halle (阿弥陀堂) der höchste Ehrentitel „Hōin“ (法印) verliehen.
Die Werke der offiziellen buddhistischen Bildhauer der späten Heian-Zeit sind nur in Aufzeichnungen überliefert, und nur wenige wirkliche Beispiele sind erhalten. Die Statuen des Nikkō- und des Gekkō-Bodhisattva (日光・月光菩薩) und die der „Zwölf himmlischen Generäle“ im Tempel Kōryū-ji in Kyōto wurden jedoch sicher 1064 von Chōsei geschaffen. Sein eleganter und kraftvoller Stil weist darauf hin, dass er ein direkter Schüler von Jōchō, dem Begründer des Fujiwara-Stils (藤原様式), ist.
Chōseis Sohn Ensei war ebenfalls Bildhauer. Von ihm stammte eine Linie von Künstlern ab, die Statuen für den kaiserlichen Hof und Aristokraten in Kyōto bis hin in die Kamakura-Zeit schufen. Diese Gruppe ist als „En-Schule“ (円派) in die Geschichte eingegangen, da ihre Mitglieder das Zeichen 円 in ihrem Namen führten.